# Barbaros (Vorname)
Barbaros ist ein türkischer männlicher Vorname.

## Herkunft
bárbaros war die ursprüngliche Bezeichnung im antiken Griechenland für alle diejenigen, die nicht (oder schlecht) griechisch und damit unverständlich sprachen (wörtlich: Stammler, Stotterer, eigentlich: br-br-Sager).
Im Italienischen steht Barbarossa für roter Bart.
Barbaros war der Beiname des osmanischen Korsaren und Admirals Khair ad-Din Barbarossa.

## Verbreitung
In Deutschland, Österreich, Liechtenstein und Dänemark wird der Name gelegentlich vergeben. Auch in der Türkei kommt der Name eher selten vor.

## Namensträger
- Barbaros Altuğ (* 1972), türkischer Schriftsteller, Journalist und Literaturagent
- Barbaros Barut (* 1983), deutschtürkischer Fußballspieler
- Barbaros Erdem (* 1966), türkischer Fußballspieler
- Barbaros Özsöz (* 1968), türkischer Handballspieler und -trainer
- Barbaros Şansal (* 1959), türkischer Modedesigner
- Barbaros Sayilir (* 1988), deutscher Sitzvolleyballer